# Liste der Biografien/Grae
Liste der Biografien |
Portal Biografien |
Personensuche
# |
A |
B |
C |
D |
E |
F |
G |
H |
I |
J |
K |
L |
M |
N |
O |
P |
Q |
R |
S |
T |
U |
V |
W |
X |
Y |
Z |
?
 
Ga |
Gb |
Gc |
Gd |
Ge |
Gf |
Gh |
Gi |
Gj |
Gk |
Gl |
Gm |
Gn |
Go |
Gp |
Gq |
Gr |
Gs |
Gu |
Gv |
Gw |
Gy |
Gz
 
Gra |
Grb–Grd |
Gre |
Grg |
Gri |
Grj |
Grk |
Grl |
Grm |
Gro |
Grs |
Gru |
Gry |
Grz
 
Graa |
Grab |
Grac |
Grad |
Grae |
Graf |
Grag |
Grah |
Grai |
Graj |
Grak |
Gral |
Gram |
Gran |
Grao |
Grap |
Grar |
Gras |
Grat |
Grau |
Grav |
Graw |
Gray |
Graz
Die Liste der Biografien führt alle Personen auf, die in der deutschsprachigen Wikipedia einen Artikel haben. Dieses ist eine Teilliste mit 209 Einträgen von Personen, deren Namen mit den Buchstaben „Grae“ beginnt.

## Grae
- Grae, Jean (* 1976), US-amerikanische Rapperin

### Graeb
- Graeb, Carl (1816–1884), deutscher Architektur- und Theatermaler sowie Radierer
- Graeb, Paul (1842–1892), deutscher Architektur- und Landschaftsmaler
- Graebe, Carl (1841–1927), deutscher Chemiker
- Graebe, Carl Otto (1751–1821), deutscher Jurist
- Graebe, Kurt (1874–1952), deutscher Politiker, Mitglied des Sejm und Offizier
- Graebener, Leopold (1849–1937), badischer Hofgartendirektor
- Graeber, Andreas (* 1952), deutscher Althistoriker
- Graeber, David (1961–2020), US-amerikanischer Ethnologe und AnarchistDavid Graeber (1961–2020)

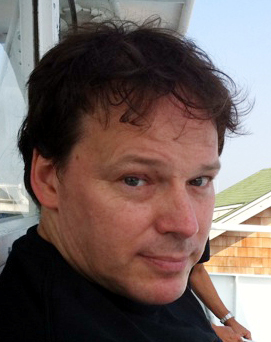
David Graeber (1961–2020)

- Graeber, Franz Friedrich (1784–1857), deutscher evangelischer Theologe
- Graeber, Friedrich (1848–1917), deutscher Architekt und Bauforscher
- Graeber, Heinrich († 1865), preußischer Kreissekretär
- Graeber, Otto (1926–2022), deutscher Politiker (SPD), MdL
- Graebert, Armin (1898–1947), deutscher Kommunalpolitiker und Oberbürgermeister der Stadt Wurzen (1939–1945)
- Graebke, Hermann (1833–1909), deutscher Heimatschriftsteller der Prignitz
- Graebner, Clark (* 1943), US-amerikanischer Tennisspieler
- Graebner, Erwin (1895–1945), deutscher Architekt
- Graebner, Fritz (1877–1934), deutscher Ethnologe
- Graebner, Julius (1858–1917), deutscher Architekt
- Graebner, Karl-Erich (* 1924), deutscher Biologe, Fernsehautor und Moderator
- Graebner, Paul (1871–1933), deutscher Botaniker

### Graed
- Graedel, Adolphe (1902–1980), Schweizer Politiker (SP)
- Graedener, Hermann (1844–1929), deutsch-österreichischer Komponist
- Graedener, Hermann (1878–1956), österreichischer Schriftsteller
- Graeder, Hans (1919–1998), deutscher Maler
- Graedtke, Herbert (1941–2024), deutscher Schauspieler, Regisseur, Künstlerischer Leiter und Sprecherzieher

### Graef
- Graef, Adam (1882–1945), Gewerkschaftsfunktionär, Bürgermeister und Abgeordneter
- Graef, Botho (1857–1917), deutscher Klassischer Archäologe und Kunsthistoriker
- Graef, Ernst (1909–1985), deutsch-österreichischer Maler, Grafiker, Kunsthandwerker und Entwurfszeichner
- Graef, Friedemann (* 1949), deutscher Musiker (Saxophonist, Komponist)
- Graef, Friedrich (1860–1936), deutscher Gymnasiallehrer und Stadtarchivar
- Graef, Gustav (1821–1895), deutscher Historien- und Porträtmaler
- Graef, Harald (* 1942), deutscher Jurist und Richter
- Graef, Heinrich (1869–1945), deutscher Verwaltungsjurist, Ministerialbeamter und Provinzialdirektor in Hessen
- Graef, Hilda (1907–1970), katholische Theologin und Autorin
- Graef, Jed (* 1942), US-amerikanischer Schwimmer
- Graef, Nicola (* 1970), deutsche Fernsehjournalistin und Dokumentarfilmproduzentin
- Graef, Paul (1855–1925), deutscher Architekt, Bauforscher, Hochschullehrer und Architekturfotograf
- Graef, Richard (1879–1945), deutscher Maler und Grafiker
- Graef, Roger (1936–2022), US-amerikanisch-britischer Dokumentarfilmer und Theaterregisseur
- Graef, Roger (* 1943), deutscher Politiker (CDU) und Landrat
- Graef, Torsten, deutscher Basketballspieler
- Graef, Trude (1897–1982), deutsche Malerin
- Graef, Walther (1873–1937), deutscher Jurist und Politiker (DNVP), MdR
- Graef, Walther (1875–1939), deutscher Verleger und Politiker (DNVP), MdL
- Graefe zu Baringdorf, Friedrich-Wilhelm (* 1942), deutscher Politiker (Bündnis 90/Die Grünen), MdEP
- Graefe, Albrecht von (1828–1870), deutscher Augenarzt, Begründer der Augenheilkunde in DeutschlandAlbrecht von Graefe (1828–1870)

Albrecht von Graefe (1828–1870)

- Graefe, Albrecht von (1868–1933), deutscher Politiker (DVFP), MdR
- Graefe, Alfred (1830–1899), deutscher Augenarzt
- Graefe, Arthur (1890–1967), deutscher Kulturpolitiker im Freistaat Sachsen
- Graefe, Blida Heynold von (1905–1999), deutsche Schriftstellerin und Journalistin
- Graefe, Carl Ferdinand von (1787–1840), deutscher Chirurg und Hochschullehrer
- Graefe, Christian Friedrich (1780–1851), deutscher klassischer Philologe und Hochschullehrer
- Graefe, Erhart (* 1943), deutscher Ägyptologe und Hochschullehrer
- Graefe, Ferenc (* 1984), deutscher Schauspieler
- Graefe, Friedrich (1855–1918), deutscher Mathematiker und Hochschullehrer
- Graefe, Gernot (1937–1994), deutsch-österreichischer Ökologe und Umweltschützer
- Graefe, Heinrich (1802–1868), deutscher Pädagoge
- Graefe, Rainer (* 1941), deutscher Theaterwissenschaftler und Denkmalpfleger
- Graefen, Hans-Josef (* 1953), deutscher Jurist
- Graefenhain, Rudolf (1867–1940), deutscher Gymnasiallehrer
- Graefer, John Andrew († 1802), deutsch-britischer Gärtner und Botaniker
- Graeff van Polsbroek, Dirk de (1833–1916), niederländischer Diplomat und Generalkonsul in JapanDirk de Graeff van Polsbroek (1833–1916)

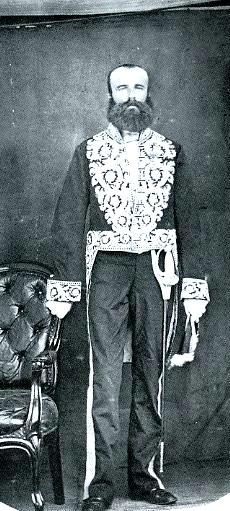
Dirk de Graeff van Polsbroek (1833–1916)

- Graeff, Abraham Isacks op den († 1731), Mitglied der sogenannten Original 13
- Graeff, Albert Claesz de, niederländischer Marineoffizier und Admiral
- Graeff, Alexander (* 1976), deutscher Schriftsteller
- Graeff, Alfred (1826–1895), preußischer Landrat
- Graeff, Andries Cornelis Dirk de (1872–1957), niederländischer Diplomat, Politiker
- Graeff, Andries de (1611–1678), Bürgermeister von Amsterdam, holländischer Staatsmann
- Graeff, Arent Jacobsz van der († 1642), Bürgermeister von Delft
- Graeff, Bernard (* 1948), französischer Fußballspieler
- Graeff, Christine, deutsch-französische Wirtschaftswissenschaftlerin
- Graeff, Cornelis de (1599–1664), Bürgermeister und Regent von Amsterdam, Staatsmann der Republik der Vereinigten NiederlandeCornelis de Graeff (1599–1664)

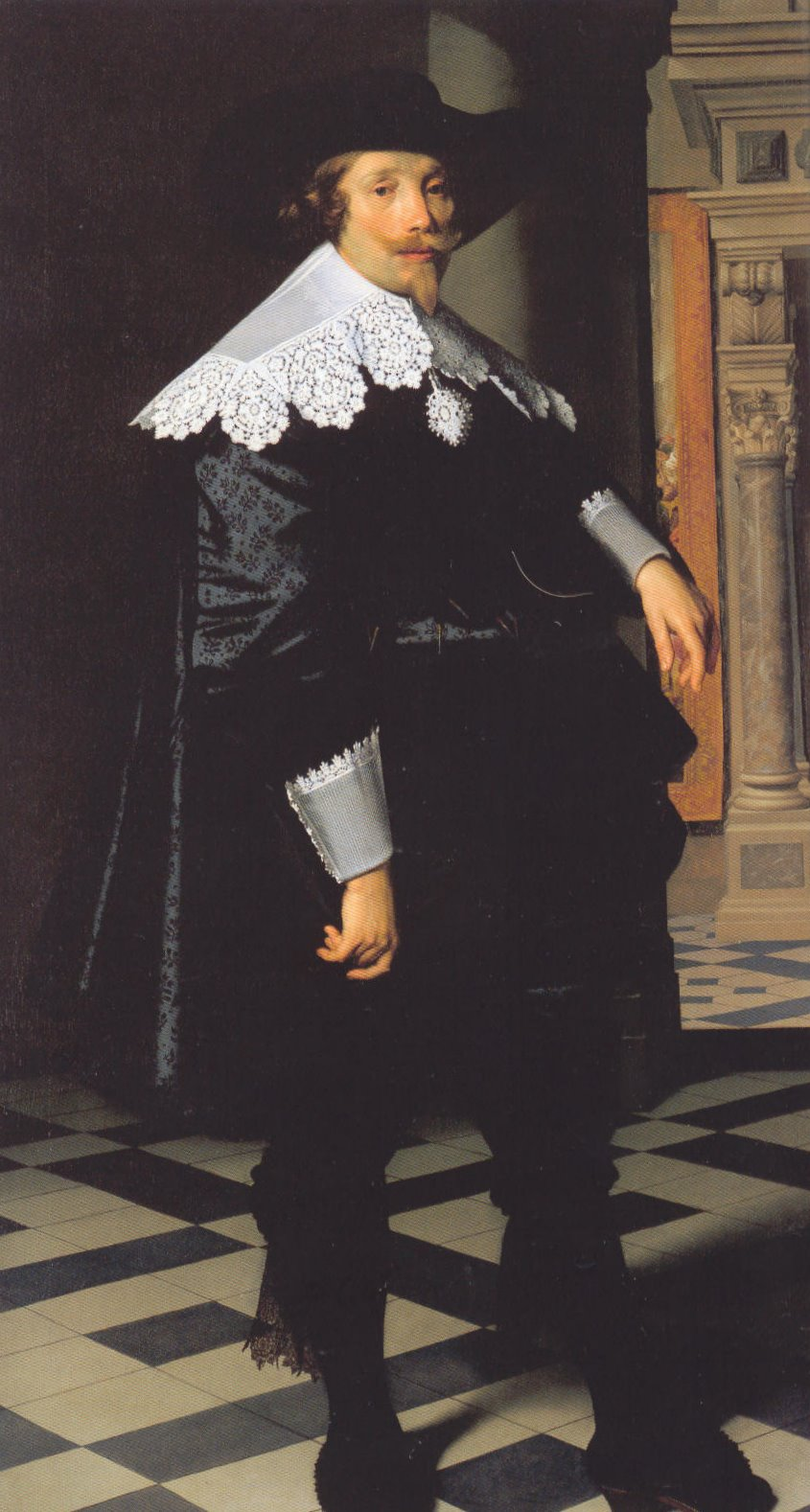
Cornelis de Graeff (1599–1664)

- Graeff, Cornelis Jacob van de (1734–1812), Gouverneur der Kapprovinz
- Graeff, Dirck Jansz (1532–1589), Bürgermeister von Amsterdam
- Graeff, Dirk Georg de (1905–1986), niederländischer Aristokrat, Höfling, Manager und Banker
- Graeff, Friedrich Wilhelm (1803–1885), deutscher Politiker
- Graeff, Heinrich (1800–1861), deutscher Rechtsanwalt, Politiker und Gutsherr
- Graeff, Henner (1934–2011), deutscher Mediziner
- Graeff, Hermann op den (1585–1642), deutscher Mennonitenführer
- Graeff, Jacob de (1642–1690), Herr von Ilpendam und Purmerland, Schlossherr von Ilpenstein
- Graeff, Jakob Dircksz de († 1638), Bürgermeister von Amsterdam
- Graeff, Johann Baptist (1808–1884), deutscher Tabakwarenfabrikant
- Graeff, Johann Georg (1762–1829), deutscher Flötist und Komponist
- Graeff, Josef Erasmus (1803–1877), deutscher Jurist
- Graeff, Lenaert Jansz de, holländischer Großhändler, Militär und Führer der Wassergeusen
- Graeff, Max (1895–1973), deutscher Jurist
- Graeff, Michel (1812–1884), Bauingenieur
- Graeff, Peter (* 1966), deutscher Soziologe
- Graeff, Pieter de (1638–1707), Person aus dem Goldenen Zeitalter der Niederlande
- Graeff, Ramona (* 1998), deutsche Boxsportlerin
- Graeff, Roman Anton (1841–1930), deutscher Tabakwarenfabrikant
- Graeff, Ursula (* 1924), deutsche Schauspielerin
- Graeff, Vincent (1931–2011), US-amerikanischer Schauspieler
- Graeff, Werner (1901–1978), deutscher Bildhauer, Maler, Grafiker, Fotograf und Erfinder
- Graeff-Hirsch, Ursula (* 1929), deutsche freischaffende Künstlerin
- Graeff-Hönninger, Simone (* 1974), deutsche Pflanzenbauwissenschaftlerin und Hochschullehrerin
- Graeffe, Eduard (1833–1916), Zoologe und Naturforscher
- Graeffe, Ragnar (1929–2005), finnischer Sprinter und Hürdenläufer
- Graeffendorff, Wolff von (1876–1945), deutscher Oberst im Zweiten Weltkrieg, Ritter des Ordens Pour le Mérite
- Graefle, Albert (1809–1889), deutscher Historien- und Porträtmaler
- Graefrath, Bernhard (1928–2006), deutscher Rechtswissenschaftler und Professor für Völkerrecht an der Humboldt-Universität zu Berlin

### Grael
- Grael, Johann Friedrich (1707–1740), deutscher Baumeister
- Grael, Lars (* 1964), brasilianischer Segler
- Grael, Martine (* 1991), brasilianische Seglerin
- Grael, Torben (* 1960), brasilianischer Segler
- Graëlls y de la Aguera, Mariano de la Paz (1809–1898), spanischer Entomologe, Zoologe, Arzt und Botaniker

### Graem
- Graeme, Mary Violet (1875–1951), englische Badmintonspielerin
- Graeme-Evans, Posie, britische Schriftstellerin, Drehbuchautorin und Filmproduzentin
- Graemer, Oskar (1883–1930), deutscher Verwaltungsjurist, Oberbürgermeister von Rheydt

### Graen
- Graen, Albert (1925–2017), deutscher Beamter
- Graen, Dennis (* 1974), deutscher Klassischer Archäologe
- Graen, Johanna (* 1990), deutsche Schauspielerin
- Graener, Paul (1872–1944), deutscher KomponistPaul Graener (1872–1944)

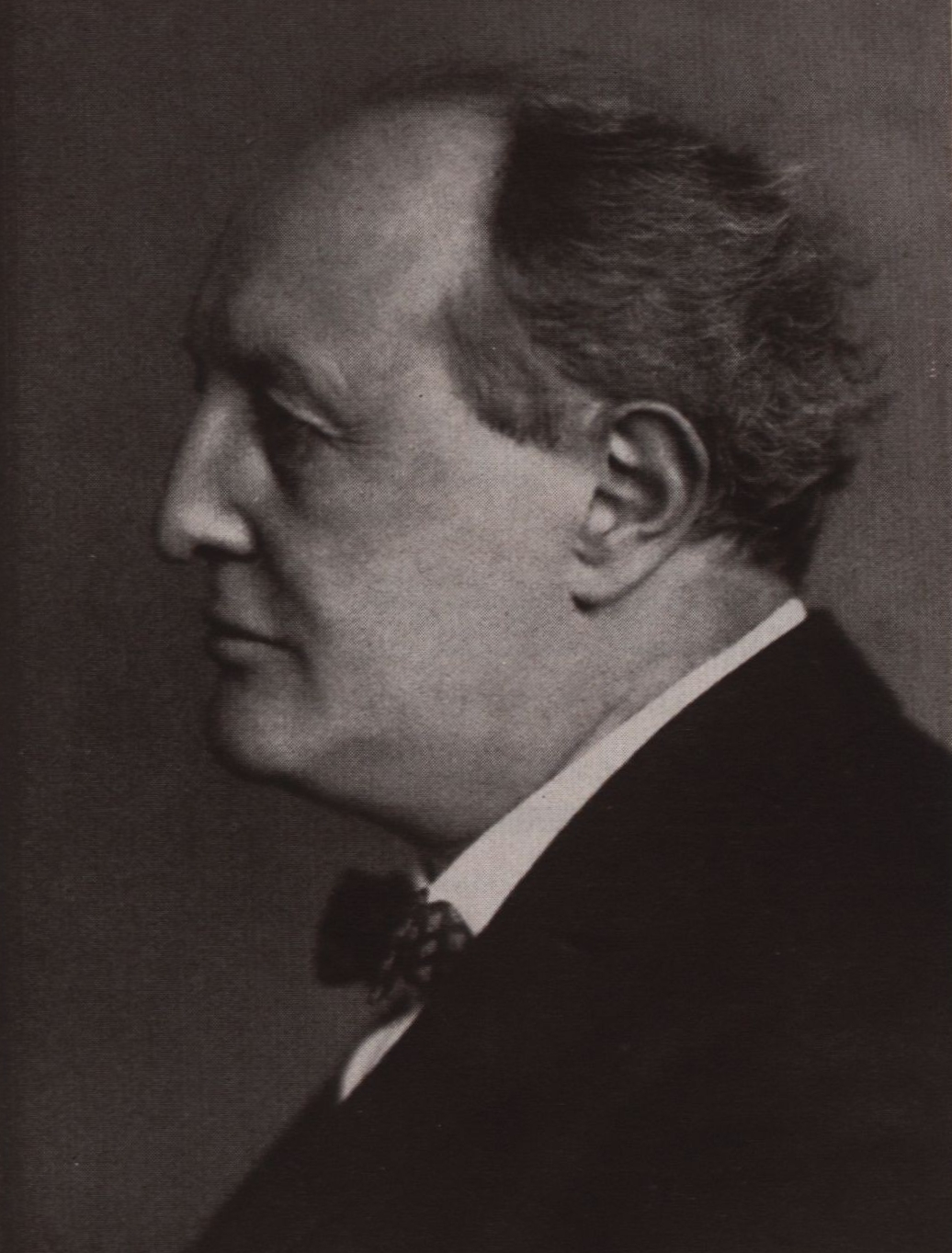
Paul Graener (1872–1944)

- Graenitz, Ilona (1943–2022), österreichische Politikerin (SPÖ), Abgeordnete zum Nationalrat, MdEP
- Graenzer, Anna (* 1981), deutsche Theaterschauspielerin

### Graep
- Graepel, Carl Bernhard Friedrich (1818–1890), deutscher Jurist und Politiker (NLP), MdR
- Graepel, Otto (1857–1924), deutscher Jurist und Politiker
- Graepler, Daniel (* 1959), deutscher Klassischer Archäologe

### Graes
- Graes, Anneliese (1930–1993), deutsche Kriminalhauptmeisterin, Verhandlerin bei der Geiselnahme von München 1972
- Graes, Erich (1901–1980), deutscher Polizeibeamter
- Graes, Wilhelm von, Domherr in Münster
- Græsbøll Christensen, Katrine (* 1996), dänische Triathletin
- Graeschke, Walter (1898–1977), deutscher Jurist, Polizeibeamter und SS-Führer
- Graesel, Arnim (1849–1917), deutscher Bibliothekar
- Graesel, Friedrich (1837–1913), deutscher Landwirt und Politiker, MdL
- Graesel, Heinrich (1810–1893), deutscher Richter und Politiker, MdL
- Graesel, Kurt (1841–1920), deutscher Verwaltungsbeamter und Politiker, MdL
- Graeser, Andreas (1942–2014), deutscher Philosoph
- Graeser, Camille (1892–1980), Schweizer Künstler
- Graeser, Erdmann (1870–1937), deutscher Schriftsteller
- Graeser, Ernst H. (1884–1944), deutscher Maler
- Graeser, Johann Heinrich (1774–1857), deutscher Ingenieur und Bergwerksdirektor
- Graeser, Karl (1849–1899), österreichischer Verleger
- Graeser, Norbert (* 1972), deutscher Sänger, Musiker und Liedtexter
- Graeser, Wilhelm (* 1870), deutscher Jurist und Ministerialbeamter
- Graeser, Wolfgang (1906–1928), schweizerisch-deutscher Geiger, Musikforscher und Mathematiker
- Graesius Severus, Sextus, römischer Offizier (Kaiserzeit)
- Græsli, Kjersti (* 2007), norwegische Skispringerin und Nordische Kombiniererin
- Græsli, Ola Morten (* 1980), norwegischer Nordischer Kombinierer
- Græsli, Per (1903–1945), norwegischer Arzt und Mitglied des Widerstands
- Graesslé, Isabelle (* 1959), französische Theologin, Direktorin des Internationalen Museums der Reformation in Genf
- Graeßner, Gernot (* 1945), deutscher Hochschullehrer, Professor für Lebenslanges Lernen, Moderation und Bildungs-/Kulturmanagement an der Europäischen Fernhochschule
- Graeßner, Walther (1891–1943), deutscher General der Infanterie im Zweiten Weltkrieg

### Graet
- Graeter, Michael (* 1941), deutscher Journalist und Buchautor
- Graeter, Roland (* 1954), deutscher Musiker, Improvisator und Initiator des musikmarathon 2011
- Graetsch, Günter (1937–2012), deutscher Fußballspieler
- Graetsch, Walther (* 1953), deutscher Politiker der (FDP), MdL
- Graetschus, Siegfried (1916–1943), deutscher SS-Untersturmführer, beteiligt an der „Aktion T4“
- Graettinger, Robert (1923–1957), US-amerikanischer Komponist und Arrangeur
- Graetz, Elli (* 1947), deutsche Malerin und Grafikerin
- Graetz, Friedrich (1842–1912), Illustrator und Karikaturist
- Graetz, Gidon (1929–2025), israelischer Bildhauer
- Graetz, Heinrich (1817–1891), deutscher HistorikerHeinrich Graetz (1817–1891)

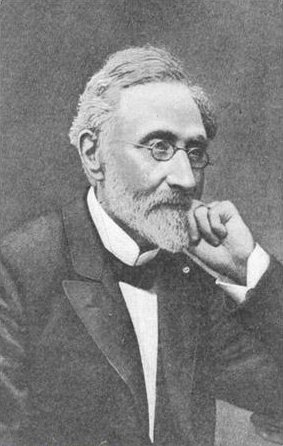
Heinrich Graetz (1817–1891)

- Graetz, Joseph (1760–1826), deutscher Organist, Komponist und Musikpädagoge
- Graetz, Jürgen (* 1943), deutscher Fotograf
- Graetz, Leo (1856–1941), deutscher Physiker
- Graetz, Manfred (* 1946), deutscher Politiker (CDU)
- Graetz, Paul (1875–1968), deutscher Offizier
- Graetz, Paul (1889–1937), deutscher Kabarettist, Komiker und Schauspieler
- Graetz, Paul (1899–1966), deutsch-amerikanischer Filmproduzent und Filmverleiher
- Graetz, Peter (* 1944), deutscher Schriftsteller und Theaterwissenschaftler
- Graetz, René (1908–1974), deutscher Bildhauer und Grafiker
- Graetz, Rudi (1907–1977), deutscher Esperantist und Diplomat der DDR
- Graetz, Rudolf (1923–1996), deutscher Jazz- und Unterhaltungsmusiker (Trompete, Komposition)
- Graetz, Wolfgang (1926–1999), deutscher Schriftsteller
- Graetzer, Alfred (1875–1911), deutscher Maler
- Graetzer, Guillermo (1914–1993), österreichisch-argentinischer Komponist, Musikpädagoge und Musikwissenschaftler
- Graetzer, Jonas (1806–1889), deutscher Arzt und Medizinhistoriker

### Graev
- Graevaeus, Bernhard († 1639), deutscher Jurist und bremischer Ratsherr
- Graevaeus, Christine (1589–1675), deutsche Mäzenin
- Graeve, Adolf von (1797–1859), deutscher Gutsbesitzer und Politiker aus dem Adelsgeschlecht Graeve
- Graeve, Alexander von (1818–1883), Landwirt, Reichstagsabgeordneter
- Graeve, Cathelyne († 1611), belgische Frau, als Hexe hingerichtet
- Graeve, Fred (1933–2020), deutscher Schauspieler, Regisseur und Hörspielsprecher
- Graeve, Gustav von (1792–1876), preußischer Generalmajor
- Graeve, Ludwig von (1857–1919), deutscher Rittergutsbesitzer und Politiker, MdR
- Graeve, Otto Edler von (1872–1948), deutscher Wünschelrutenforscher
- Graeve, Volkmar von (* 1938), deutscher Klassischer Archäologe
- Graevemeyer, Christoph von (1675–1746), deutscher Verwaltungsjurist, Klosterrat und Hofrat sowie Gutsbesitzer
- Graevemeyer, Eberhard von (1806–1892), deutscher Verwaltungsjurist und Gutsbesitzer
- Graeven, Hans (1866–1905), deutscher Klassischer Archäologe und Philologe
- Graevenitz, Alexander von (* 1932), deutscher Arzt und Mikrobiologe
- Graevenitz, Antje von (* 1940), deutsche Kunsthistorikerin und Professorin für Kunstgeschichte
- Graevenitz, David Jürgen von (1680–1757), preußischer Generalleutnant und Gouverneur von Küstrin
- Graevenitz, Eberhard Friedrich Wilhelm von (1719–1792), preußischer Obristleutnant, Kommandeur und Landrat
- Graevenitz, Ernst Wilhelm von (1693–1765), preußischer Offizier und Verwaltungsbeamter
- Graevenitz, Friedrich August von (1730–1809), preußischer General der Infanterie, Chef des Infanterieregiments Nr. 57
- Graevenitz, Friedrich von (1790–1870), deutscher Forstwirt, Offizier und Hofbeamter in Mecklenburg-Strelitz
- Graevenitz, Friedrich von (1861–1922), württembergischer General der Infanterie und Generaladjutant, Militärbevollmächtigter in Berlin
- Graevenitz, Fritz von (1892–1959), deutscher Maler, Bildhauer und LehrerFritz von Graevenitz (1892–1959)

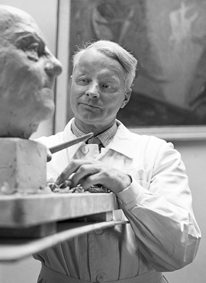
Fritz von Graevenitz (1892–1959)

- Graevenitz, Georg von (1731–1798), preußischer Generalmajor und Kommandant von Breslau
- Graevenitz, Georg von (1823–1879), preußischer Generalmajor
- Graevenitz, Gerhard von (1934–1983), deutscher kinetischer Künstler und Grafiker
- Graevenitz, Gerhart von (1944–2016), deutscher Literaturwissenschaftler, Rektor der Universität Konstanz (2000–2009)
- Graevenitz, Hanno von (1937–2007), deutscher Botschafter
- Graevenitz, Hans Joachim von (1874–1938), deutscher Verwaltungsjurist, Landrat des Kreises Westprignitz
- Graevenitz, Hermann von (1815–1890), deutscher Reichsgerichtsrat und Politiker, MdR
- Graevenitz, Hugo von (1822–1911), preußischer Rittergutsbesitzer, Beamter und Politiker
- Graevenitz, Karl von (1830–1903), württembergischer General der Infanterie
- Graevenitz, Kurt-Fritz von (1898–1987), deutscher Diplomat
- Graevenitz, Lebrecht von (1786–1841), preußischer Generalmajor
- Graevenitz, Wilhelm von (1780–1849), preußischer Generalmajor
- Graevenitz, Wilhelm von (1789–1860), preußischer Landrat im Kreis Ostprignitz (1853–1857) der Provinz Brandenburg
- Graevius, Johann Georg (1632–1703), deutscher klassischer Philologe und Textkritiker

### Graew
- Graewe, Daniel (* 1978), deutscher Jurist
- Graewe, Wolf-Dieter (1929–2008), deutscher Agrarwissenschaftler und Entwicklungspolitiker
- Graewer, Steffen (* 1968), deutscher Jazzmusiker (Piano)
- Graewert, Gunnar (* 1974), deutscher Musiker, Songwriter, Produzent, Videoregisseur und LabelmanagerGunnar Graewert (* 1974)

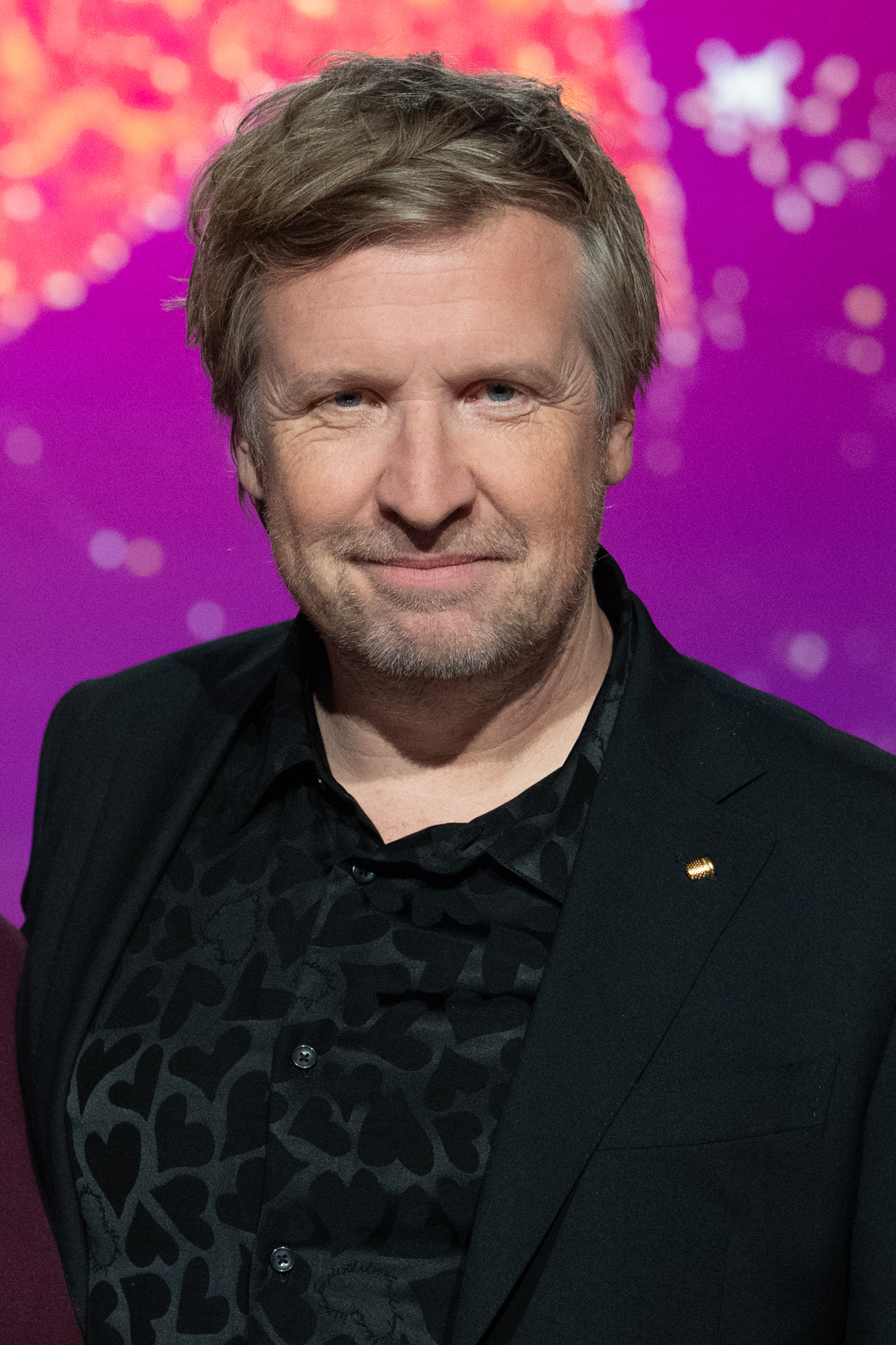
Gunnar Graewert (* 1974)